# Kenta Nagasawa
Kenta Nagasawa (jap. 長澤憲大, Nagasawa Kenta; * 8. Dezember 1993) ist ein japanischer Judoka, der 2018 Weltmeisterschaftsdritter war.

## Sportliche Karriere
Kenta Nagasawa kämpft im Mittelgewicht, der Gewichtsklasse bis 90 Kilogramm. Bei der Universiade 2015 in Gwangju gewann er eine Bronzemedaille. Kurz darauf siegte er in Qingdao erstmals bei einem Grand-Prix-Turnier. Im Mai 2017 siegte Nagasawa beim Grand Slam in Jekaterinburg. Ende des Jahres gewann er das Grand-Slam-Turnier in Tokio.
Im April 2018 siegte Nagasawa bei den japanischen Meisterschaften, wobei er im Finale Mashu Baker bezwang. Bei den Weltmeisterschaften 2018 in Baku unterlag er im Viertelfinale dem Kubaner Iván Felipe Silva. Mit Siegen über den Tadschiken Komronschoh Ustopirijon und den Ungarn Krisztián Tóth erkämpfte Nagasawa eine Bronzemedaille. 
2019 erreichte Nagasawa erneut das Finale bei den japanischen Meisterschaften und verlor dann gegen Shoichiro Mukai. Anfang 2020 unterlag Nagasawa im Finale des Grand-Slam-Turniers in Paris dem Spanier Nikoloz Sherazadishvili.